# Jimena Quirós
Jimena Quirós Fernández y Tello (Almería, 5 de diciembre de 1899-Madrid, 1983) fue una científica española, considerada como la primera oceanógrafa del país.

## Biografía
Nació en Almería en 1899. Fue la pequeña de una familia de varios hermanos. Fue educada por su madre, Carmen Fernández-Tello, una cualificada docente y emprendedora que abrió un colegio privado en la ciudad andaluza y se encargó de mantener y asegurar el futuro de la familia.
Su padre, José María Quirós Martín, era ingeniero y viajaba continuamente instalando gas. Llegaron desde Madrid cuando a él le contrataron como agente de explosivos para la minería y llevaban algunos años instalados en Almería. Al poco de nacer la pequeña, sus padres se separaron y el padre se desentendió de la familia.
Quirós llegó a Madrid en 1917, antes de cumplir los 18 años, para estudiar Ciencias en la Universidad Central, obteniendo en el preparatorio de medicina 2 matrículas de honor.Residió en la Residencia de Señoritas, donde se relacionó con nombres que serían importantes para la cultura española de la primera mitad del siglo XX: Maruja Mallo, María Zambrano, Matilde Huici, Clara Campoamor,  Victoria Kent y otras científicas como la propia Quirós.

## Trayectoria científica
Se especializó en física y se doctoró en Ciencias Naturales. Aplicó sus conocimientos al estudio del océano (estudio de las masas de agua, temperatura, salinidad, corrientes, etc.).
En 1920, mientras terminaba sus estudios, comenzó a trabajar en el Instituto Español de Oceanografía (IEO). Se licenció con premio extraordinario y, unos meses después, se convirtió en la primera mujer en España en embarcar en una campaña oceanográfica. Fue también la primera en firmar un trabajo científico en ciencias del mar. A su vuelta de dicha expedición por el Mediterráneo y con sólo 22 años, aprobó la oposición a la Auxiliaría de Ciencias de la IEO, incorporándose como la primera científica de la historia de la institución.
Quirós continuó formándose desplazándose a la Universidad de París. En 1926 le fue concedida una beca de un año para asistir al Laboratorio de Fisiografía de la Universidad de Columbia, en Nueva York. Allí estudió Geografía Física de la Atmósfera y los Océanos con algunos de los mejores científicos de la época en la materia. Aunque dominaba muchos campos de las ciencias marinas, su especialidad fue la física y a aplicarla a los océanos dedicó sus conocimientos.
En 1929 es admitida como socia de número en la Real Sociedad Geográfica realizando una ponencia bajo el título: Estudio de la Geografía física de la Universidad de Columbia en la que relató los métodos de estudio y trabajo del alumnado de Ciencias Físicas de esta universidad.

## Trayectoria política

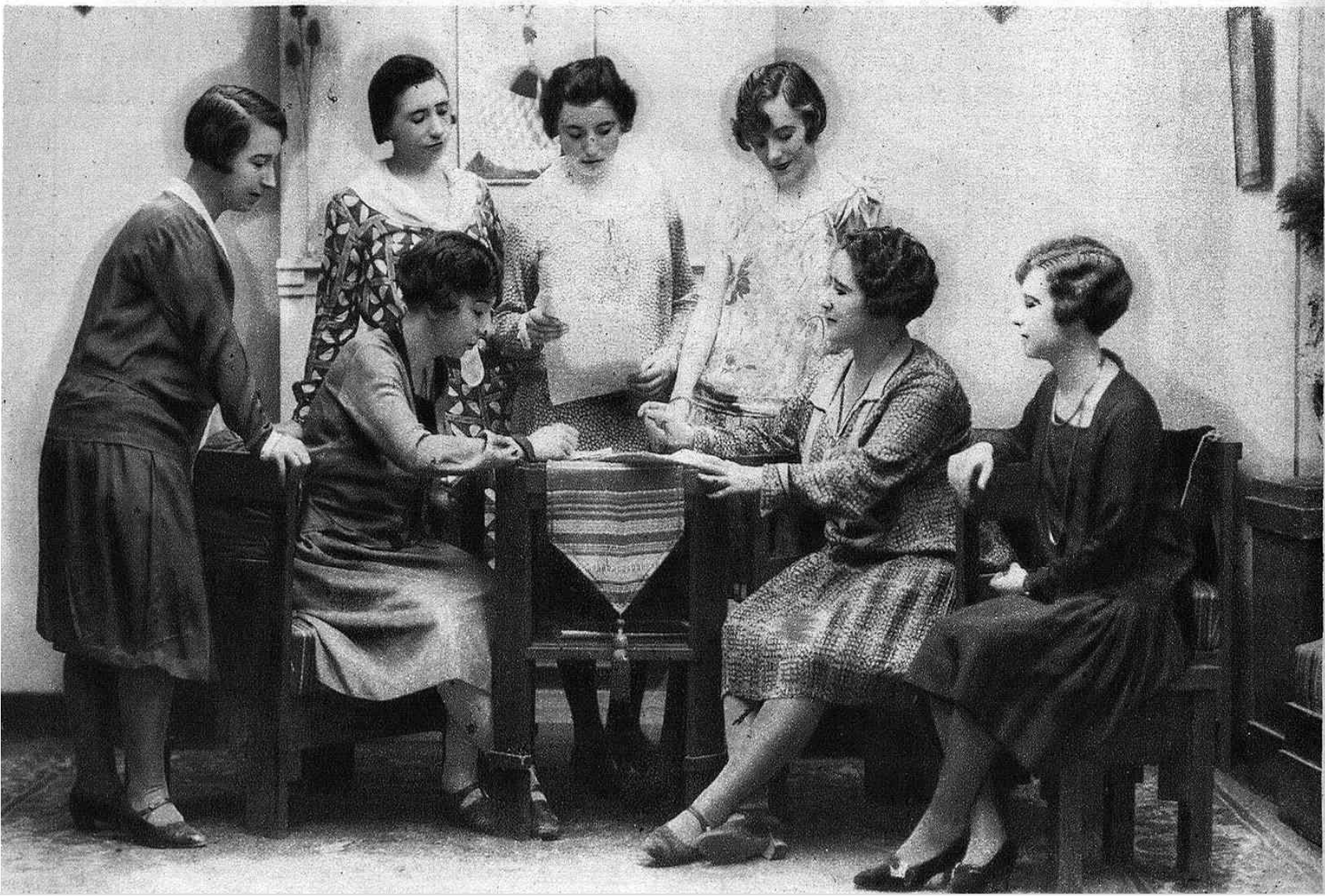
Reunión del comité de Juventud Universitaria Femenina: Loreto Tapia, Jimena Quirós, Matilde Huici, Conrada Calvo, María Arapalis, Clara Campoamor y Josefina Soriano

Además de a la ciencia, Quirós se dedicó a la política y en especial a la lucha por la igualdad de derechos de la mujer. Presidió el comité femenino del Partido Republicano Radical Socialista antes incluso de que las mujeres tuviesen derecho a votar y participó en mítines junto José Ortega y Gasset, Antonio de Lezama y José Ballester Gozalvo, entre otros. También formó parte del comité de Juventud Universitaria Femenina de la que fue vicepresidenta. Una de sus propuestas en el XII Congreso de las Mujeres Universitarias fue la creación de una guía profesional univeristaria. 
Para poder compaginar su actividad política y científica, pidió excedencia en el IEO. En 1933 aprueba la cátedra de ciencias naturales y comienza a dedicarse a la enseñanza. Trabajó en varios institutos hasta que llegó la Guerra Civil; sobrevivió a esta, pero su carrera científica y su lucha por la igualdad de derechos quedó truncada. En 1940, la dictadura franquista la cesó de sus cargos y la echó del IEO. Se dedicó, entonces, a dar clases particulares.
En 1970 Quirós obtuvo la rehabilitación y consiguió el reingreso en el IEO, en situación de "jubilado".

## Reconocimientos
En 2022 el Ayuntamiento de Madrid dio el nombre de Jardín de Jimena Quirós a una zona ajardinada de la Avenida Infanta Isabel en el Distrito Retiro de la ciudad.